# Georg Christian Bernhard Pünjer
Georg Christian Bernhard Pünjer, ou Georgius Christianus Bernhardus Pünjer, (né le 7 juin 1850 à Friedrichsgabekoog, mort le 13 mai 1885 à Iéna) est un théologien luthérien allemand, fondateur de la revue Theologischer Jahresbericht.

## Biographie
Bernhard Pünjer est né le 7 juin 1850 à Friedrichsgabekoog, dans le district de Norderdithmarschen. Quatrième enfant d'une portée de cinq fils, Pünjer vit la première partie de sa vie dans une ambiance paysanne. Il commence ses études à 14 ans dans une église à Wöhrden, après avoir poussé son père à financer ses études. Il continue brillamment ses études au lycée de Meldorf à partir de 1866, et les fini en 1870 ; il était particulièrement fort en théologie et en mathématiques. Il opta finalement pour des études poussées en théologie en 1871.
Quand la guerre éclate avec la France, il essaye de s'engager, mais ne peut pas du fait de sa santé dégradée. Pendant les prochaines années, il continue d'étudier, et devient doctorant en théologie en 1874 pour sa thèse sur la doctrine religieuse de Kant (Die Religionslehre Kant's. Im Zusammenhange seines Systems dargestellt und kritisch beleuchtet). À la suite, il publiera son premier ouvrage sur le système théologique de Michel Servet en 1876 (en latin : De Michaelis Serveti doctrina commentatio dogmatico-historica).
Malgré son affection du typhus en 1876, il continue de travailler sur les deux volumes du même ouvrage Histoire de la philosophie religieuse chrétienne depuis la Réforme (Geschichte der christlichen Religionsphilosophie seit der Reformation), et les publie respectivement en 1880 et en 1883. Après cette date, il ne publie plus rien d'autre sinon un petit texte sur la philosophie de la religion en 1886 (Grundriss der Religionsphilosophie). Il fait une dernière conférence sur le protestantisme contemporain en 1885 (Die Aufgaben des heutigen Protestantismus).
Il meurt à 35 ans, le 13 mai 1885 à Iéna après une attaque pulmonaire.

## Idées

### Querelle sur l'existence
Que signifie « exister » ? Selon Pünjer, l'existence est une propriété des choses dont on peut avoir l'expérience. Frege répondra que ce sont les concepts qui ont propriété d'existence, puisque, si une chose n'existe pas, alors il ne pourrait rien être prédiqué de son objet, et donc pas non la propriété de la non-existence.

## Œuvres
- Pünjer, Die Religionslehre Kant's. Im Zusammenhange seines Systems dargestellt und kritisch beleuchtet [« La doctrine religieuse de Kant. Présenté et examiné de manière critique dans le contexte de son système »], Iéna, 1874
- Pünjer, De Michaelis Serveti doctrina commentatio dogmatico-historica, Iéna, 1876
- Pünjer, Geschichte der christlichen Religionsphilosophie seit der Reformation [« Histoire de la philosophie religieuse chrétienne depuis la Réforme »], vol. II, Iéna, 1880-1883
- Pünjer, Die Aufgaben des heutigen Protestantismus [« Les tâches du protestantisme aujourd'hui »], Iéna, 1885
- Pünjer, Grundriss der Religionsphilosophie [« Abrégé de la philosophie de la religion »], Brunswick, 1886